# Alain Amselek
Pour les articles homonymes, voir Amselek.
Alain Jean Samuel Amselek, né le 26 janvier 1934 et mort le 18 avril 2025, est un psychanalyste et un écrivain français.

## Biographie
Alain Amselek est né en 1934 à Alger dans une famille juive sépharade pratiquante.
Son grand-père paternel, rabbi Schmuel Amselek, est l'auteur d'un livre en hébreu sur la Kabbale espagnole. Sa mère, née Chouraqui, était cousine d'André Chouraqui. Alain Amselek est cousin par alliance du philosophe Jacques Derrida.
Alain Amselek fait ses études secondaires jusqu’au baccalauréat de philosophie au lycée Émile-Félix Gautier d’Alger. Après une année de physique, chimie et biologie à l’université d'Alger, il commence à Paris des études de médecine, puis il fait deux ans et demi de service militaire durant la guerre d’Algérie.
Il crée une fabrique et une boutique de vêtements hippies à Paris.
Il vend son entreprise pour se consacrer à la philosophie, la thérapie et la psychanalyse.
Il acquiert aux États-Unis, dans les années 1970, notamment à l'Institut d'Esalen et à l'Institut Radix en Californie, mais aussi en France, notamment à l'Institut Théracie créé par Clotaire Rapaille et par Michèle Barzach, une expérience de l'animation de groupes et de l'ensemble des thérapies corporelles et émotionnelles. Il fait quatre ans d'analyse bioénergétique, sept ans d'analyse jungienne, quatre ans d'analyse freudienne.

## Vie personnelle
Il épouse d'abord Annie Herrault, avec qui il a deux enfants (Catherine Rebecca Amselek et David Olivier Amselek). Après leur divorce, il épouse Catherine Bergeret-Amselek avec qui il a un enfant (David Amselek).

## Recherches et conceptions
La pensée d'Amselek se réfère d'une part à la tradition hébraïque et aux spiritualités orientales (surtout hindoues) et d'autre part à Bergson, Freud et Jung. Son premier livre dresse un parallèle entre Freud et Bergson pour faire ressortir les convergences et connivences entre le psychanalyste et le philosophe. Dans ses recherches, il part de sa pratique psychanalytique pour élaborer une philosophie de la psychanalyse.

## Positions
Alain Amselek est intervenu énergiquement contre l’analyse critique de l’œuvre freudienne et de la psychanalyse qui s’en réclame par Michel Onfray.

## Publications

### Ouvrages
- L’Écoute de l’intime et de l’invisible (La psychanalyse, plus en corps ?-Le Livre Rouge de la psychanalyse), Cerp édition, Paris 2006  (ISBN 9782916478005) (édition épuisée)
- L’appel du réel - La psychanalyse en question (s), préface de Joyce McDougall, Cerp édition, Paris 2007.  (ISBN 9782916478012)
- L’Ouverture à la vie - La psychanalyse au XXIe siècle, préface de Jacques Digneton, Éditions Desclée de Brouwer, Paris 2010.  (ISBN 9782220061696)
- Le Livre Rouge de la psychanalyse (Tome 1), nouvelle édition revue et augmentée, Éditions Desclée de Brouwer, Paris 2010.  (ISBN 9782220062303)
- Le Livre Rouge de la psychanalyse (Tome 2), nouvelle édition, Éditions Desclée de Brouwer, Paris 2011.  (ISBN 9782220063324)

### Livres collectifs
- « Shangri-La ou la vieillesse », in La Cause des aînés, préface de Geneviève Laroque, livre collectif sous la direction de Catherine Bergeret-Amselek, éditions Desclée de Brouwer, Paris 2010  (ISBN 9782220062402)
- « La mort dans l’âme, ou psychanalyse et spiritualité au service de l’avancée en âge », in L’avancée en âge, un Art de vivre, livre collectif sous la direction de Catherine Bergeret-Amselek, préfacé par Jean Bégoin, éditions Erès, Paris 2013  (ISBN 978-2-7492-3803-6)
- « Joyce McDougall entre Winnicott et Lacan », in Les théâtres de Joyce McDougall - l’héritage d’une psychanalyste engagée, livre collectif sous la direction de Sander Kirsch et Jacques Van Wynsberghe, coauteurs Alain Amselek, Catherine Bergeret-Amselek, Danièle Deschamps, Nathelie Dumet, Philippe Porret, éditions Erès, Paris 2013  (ISBN 978-2-7492-3712-1)
- « Clinique du sujet, clinique de l’altérité, clinique de l’amitié », in Vivre ensemble, jeunes et vieux, un défi à relever, livre collectif sous la direction de Catherine Bergeret-Amselek, préfacé par Philippe Porret, éditions Erès, 2015   (ISBN 978-2-7492-4908-7)
- « Bien-traitance et Psychanalyse », in Bien-traitance et Management dans les lieux d’accueil, de la maternité au grand âge, livre collectif sous la direction de Danielle Rapoport, éditions Belin, 2016  (ISBN 978-2-7011-9625-1)
- Le pari du sujet ou interactions animales en situation psychanalytique", in Et si Alzheimer(s) et Autisme(s) avaient un lien?, livre collectif sous la direction de Catherine Bergeret-Amselek, préfacé par Bernard Golse, éditions Erès 2018  (ISBN 978-2-7492-5755-6)

### Articles et conférences
- « Le mystère de la chair », in Cahiers jungiens de psychanalyse, no 76, printemps 1993.
- « L’impensable scandaleux de la psychothérapie », in La Tribune du Syndicat national des praticiens en psychothérapie et psychanalyse (S.N.P.Psy), février 1997.
- « Pour la fin des positions monistes et totalitaristes », février 2008, inédit. Texte sur le site Franck Ramus-CNRS.
- « La psychanalyse, pratique transcorporelle et spirituelle », in Le Corps et l’Analyse, revue des sociétés francophones d’analyse bioénergétique, volume 9, automne 2008.
- « La vérité, si je mens », Psycorps, revue de l’école belge de psychothérapie psychanalytique à médiations, volume 12, 2009.
- « Entre Réel et réalité, où se situe l’efficace de l’acte psychanalytique ? », Conférence du 22 septembre 2010 à Psycorps, Bruxelles. Texte accessible sur le site d'Amselek
- « Hommage à Joyce McDougall », in La Revue Les Lettres de la Société de Psychanalyse Freudienne, no 26, novembre 2011.